# Rašovice (Morávia do Sul)
Rašovice é uma comuna checa localizada na região de Morávia do Sul, distrito de Vyškov.